# Spitzschwanzsittich
Der Spitzschwanz- oder Blaukopfsittich (Thectocercus acuticaudatus, Syn.: Aratinga acuticaudata, Psittacara acuticaudatus) ist eine südamerikanische Papageienart.

## Beschreibung

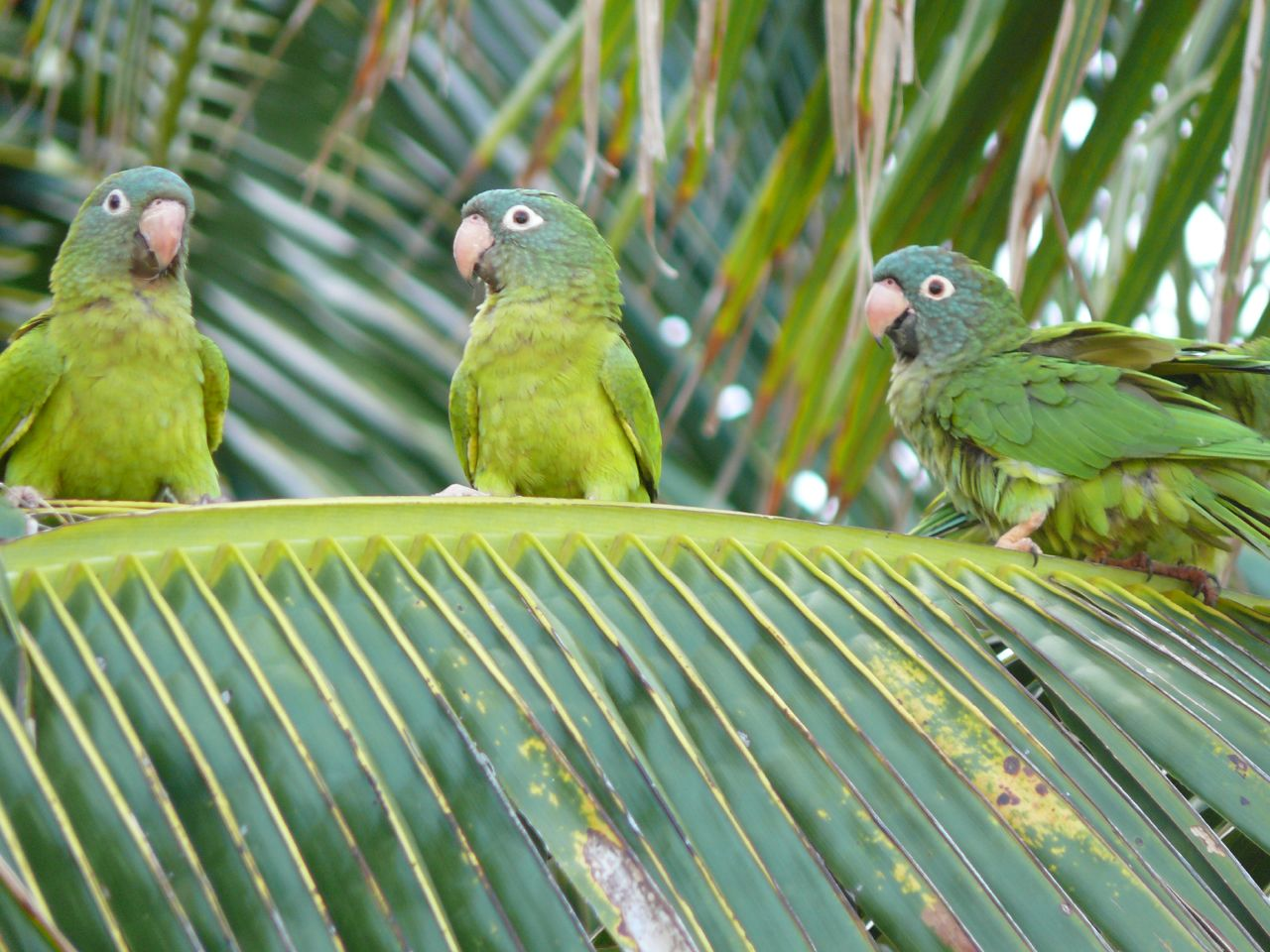
Spitzschwanzsittiche

Er ist 33 bis 38 cm lang und wiegt 170 bis 176 g, ist überwiegend grün, mit dumpfer Blaufärbung auf der Stirn, Krone, den Wangen und Ohren. Um jedes Auge hat er einen weißen, federlosen Ring. Die Brust ist grün bis gelb-grün, oft auch blau getönt. Die Flügel sind grün. Bei ausgebreiteten Flügeln sind die äußeren Schwungfedern blau-braun. Die Schwanzfedern sind oben grün, braun bis rotbraun und an der Unterseite leuchtend orange bis scharlachrot. Die Beine sind rosa-braun mit grau-braunen Krallen. Der Oberschnabel ist hornfarben, der Unterschnabel dunkel. Die Iris ist orange rot.
Jungvögel haben weniger Blau am Kopf. Spitzschwanzsittiche können zwischen 30 und 40 Jahre alt werden.

## Verbreitung und Lebensraum
Sie bewohnen disjunkt den Norden Venezuelas und den Nordosten Kolumbiens, das Innere des nordöstlichen Brasilien, Nordargentinien und das Gebiet um den Río Paraguay und den Gran Chaco. Sie leben dort in trockenen Savannen, wie den Cerrado, Trocken- und Galeriewälder und mit Kakteen oder Mauritia-Palmen bewachsene Gebiete. In Kolumbien und Venezuela gehen sie in Höhen bis 400 bzw. 600 Metern, die bolivianische Unterart Thectocercus acuticaudatus neumanni wir noch in Höhen von 1500 bis 2650 Metern angetroffen.

## Lebensweise und Ernährung
Spitzschwanzsittiche wandern in Abhängigkeit vom regionalen Nahrungsangebot. Bei großem Nahrungsangebot finden sich auch in große Schwärme zusammen.
Ihre Nahrung, die sie sowohl am Boden wie auch in den Wipfeln der Bäume suchen, besteht hauptsächlich aus Samen, Früchten (auch von Kakteen), Beeren (von Condalia-Arten) und Nüssen und sie richten gelegentlich Schäden auf Feldern an.

## Fortpflanzung
Die Brutzeit in Venezuela ist März bis Juli, von Mai bis August auf der Isla Margarita, im Dezember in Argentinien. Die Nester bauen diese Vögel in Baumlöchern in hohen Bäumen, die Unterart Thectocercus acuticaudatus neoxena nutzt ausschließlich die Schwarze Mangrove (Avicennia germinans). Die Vögel legen in der Regel 2 bis 5 weiße Eier die vom Weibchen ca. 23 Tage bebrütet werden. Nach ca. 50 Tagen sind die Jungen flügge und verlassen das Nest. Während der Brutzeit zeigen Spitzschwanzsittiche eine erhöhte Aggression gegenüber Artgenossen und Feinden.
Die Erstzucht in Gefangenschaft gelang 1971 in England.

## Unterarten
Es werden fünf Unterarten unterschieden:
- Thectocercus acuticaudatus acuticaudatus (Vieillot, 1818)[1] – Blaukopfsittich, die Nominatform aus dem Osten Boliviens, Paraguay, den Süden und Südwesten Brasiliens und dem Westen Uruguays.
- Thectocercus acuticaudatus haemorrhous (Spix, 1824)[2] – Blaustirnsittich, bewohnt Piauí und Nord-Bahia in inneren Nordost-Brasilien. Seine vordere Stirn ist blass-blau, der Schnabel ist insgesamt hell und mit 35 Zentimeter ist er minimal kleiner. Das grün des Grundgefieders ist etwas heller, als bei der Nominatform, außerdem ist die Schwanzunterseite kräftiger gefärbt. Die erste Einführung nach Europa fand 1864 nach London statt, die Erstzucht gelang jedoch erst 1950 in Los Angeles durch G. Rayson Brown.
- Thectocercus acuticaudatus koenigi (Arndt, 1995)[3] – aus dem Nordosten Kolumbien und dem Norden Venezuelas. Die Unterschwanzdecken sind weniger rot-braun und diese Unterart ist im Allgemeinen kleiner.
- Thectocercus acuticaudatus neoxena (Cory, 1909)[4] – Venezuela-Blaustirnsittich, bewohnt die Isla Margarita (Venezuela). Seine vorderer Stirn ist blass-blau, die Unterseite ist blau verwaschen und seine Ohrdecken sind grün. Die Schwanzunterseite ist bräunlich und mit 32 Zentimeter ist der Venezuela-Blaustirnsittich kleiner als die Nominatform.
- Thectocercus acuticaudatus neumanni (Blake & Traylor), 1947[5] – Bolivien-Blaustirnsittich, bewohnt das Hochland des östlichen Bolivien. Seine Stirn ist bis zum Nacken blau, seine Unterseite wird durchdrungen von einem tiefen mattblau und das Grundgefieder ist dunkler grün. Sie leben in den Anden, in Höhen von 1500 und 2650 Metern.

## Systematik
Der Spitzschwanzsittich wurde lange Zeit zu den Keilschwanzsittichen der Gattung Aratinga gestellt. Nachdem er zwischenzeitlich der Gattung Psittacara zugeordnet wurde, zeigten molekulargenetische Studien jedoch nur eine entfernte Verwandtschaft zu diesen beiden Gattungen, weshalb der Vogel in die monotypische Gattung Thectocercus transferiert wurde.

## Etymologie und Forschungsgeschichte
Die Erstbeschreibung des Spitzschwanzsittichs erfolgte 1818 durch Louis Pierre Vieillot unter dem wissenschaftlichen Namen Psittacus acuticaudatus. Als Verbreitungsgebiet gab er Paraguay an und bezog sich auf Maracaná del cabeza azulada von Félix de Azara. 1912 führte Robert Ridgway die für die Wissenschaft neue Gattung Thectocercus für den Spitzschwanzsittich ein. Der Begriff ist ein Wortgebilde aus θηκτος, θηγω thēktos, thēgō, deutsch ‚scharf, schärfen‘ und κερκος kerkos, deutsch ‚Schwanz‘. Der Artname acuticaudatus setzt sich aus lateinisch acutus, acuere ‚scharfkantig, schärfen‘ und lateinisch -caudatus, cauda ‚-schwänzig, Schwanz‘ zusammen. Neumanni ist Oscar Neumann gewidmet, koenigi Alexander Koenig. Haemorrhous hat seinen Ursprung in αἱμα, αἱματος haima, haimatos, deutsch ‚Blut‘ und ορρος orrhos, deutsch ‚Steiß, Bürzel‘, neoxena in νεος neos, deutsch ‚neu‘ und ξενος xenos, deutsch ‚Fremder, Gast, Besucher‘. Alfred Laubmann hatte für sein Werk Die Vögel von Paraguay sechs Bälge, gesammelt von Eugen Josef Robert Schuhmacher (1906–1973), Hans Krieg (1888–1970) und Telfs in Puerto Casado sowie in  in Puerto Sastre im Gran Chaco und in Estancia Estrella sowie  Centurion im Bergland des Río Apa, zur Verfügung. In der Literatur sah er z. B. Fortin Page am Río Pilcomayo, in Waikthlatingmayalwa im Gran Chaco durch John Graham Kerr, in Puerto María Auxiliadora im Departamento Alto Paraguay durch Claude Henry Baxter Grant, am Oberlauf des Río Paraná durch Arnaldo de Winkelried Bertoni und in Puerto Guaraní durch Ricardo Nestor Orfila Nachweise für das Land.